# Renski rizling
Renski rizling tudi samo rizling, je bela sorta vinske trte in istoimensko vino. Njegova domovina je Porenje (Nemčija), najbolj pa je razširjen še v Alzaciji (ker je bil velik konkurent chardonnayu, so ga v drugih predelih Francije prepovedali saditi), Avstriji in Italiji. Sorta je bila prvič omenjena leta 1435 kot zaloga v vinski kleti grofa Katzenelnbogna (v Porenju). Današnji rizling je bil prvič omenjen leta 1552 v knjigi botanika Hieronimusa Bocka. 
V Sloveniji je sorto prvi načrtno zasadil nadvojvoda Janez Habsburško-Lotarinški leta (1822) na posestvu Meranovo nad Limbušem, sicer pa danes v največji meri uspeva na Štajerskem in v posavski vinorodni deželi. Trta z malimi grozdnimi jagodami obrodi pozno, njeno vino pa je sladko in jo uvrščamo tako v kakovostni kot vrhunski razred. Vino je primerno za staranje v steklenicah. 